# ウィンチェスターM1887/1901
ウィンチェスターM1887/1901は、アメリカ合衆国のウィンチェスター社が製造していたレバーアクション式の散弾銃である。

## 概要
ウィンチェスターM1887は、作動方式としてレバーアクション式を採用した珍しい散弾銃であり、最初に成功した連発式散弾銃と言われている。
後にM1887の改良型として、より強力な無煙火薬の弾薬に対応したウィンチェスターM1901が製造されている。

## 開発
設計を担当したのは、有名な銃器設計技師であるジョン・ブローニングである。しかし、ブローニングは開発当初、散弾銃にはポンプアクション式の方が適切であるとウィンチェスター社に提案していた。しかし、ウィンチェスター社は、自社のブランドと言えるレバーアクション式を採用してほしいとの見解を示し、これをブローニングが了承したため、レバーアクション式が採用された。
薬室などは、黒色火薬を発射薬にした弾薬に対応して設計され、こうして完成した10ゲージ弾と12ゲージ弾仕様のものは「Model 1887」として製造された。
しかし、黒色火薬に対応して作られた薬室は、初期の無煙火薬を使った弾薬には問題なかったものの、より強力な無煙火薬が出現するにつれて、耐久力が問題となっていった。そのため、強力な無煙火薬に対応するために再設計された「Model 1901」が開発されたが、ウィンチェスター社は、M1901の完成当時、高い人気を誇り大成功を収めていたウィンチェスターM1897 ポンプアクション式散弾銃の対抗馬になってほしくなかったため、10ゲージのものしか製造しなかった。
M1901に見られる、M1887との相違点は以下の3つである。
- 2本のレバー。
- ウィンチェスターのトレードマークである商標スタンプは上の方へ動かされ、撃鉄の後ろ側に付いている。
- 64856-79455の間のシリアルナンバーが付けられている。

## 生産
M1887は、1887年–1901年の間に64,855丁に上る大量生産が行われた。しかし、改良型のM1901は上記の理由で10ゲージ弾仕様しか製造しなかったこともあって、1901年から両モデルの製造ラインが閉じる1920年までの間に、14,600丁だけの生産となってしまった。M1887のシリアルナンバーは64856で終わり、M1901のシリアルナンバーは、そこから79455までとなっている。
その後、M1887/1901の生産を終了したウィンチェスター社は、散弾銃はポンプアクション式のものしか製造しておらず、さらに、世界的に見てもレバーアクション式散弾銃はあまり普及することも新たに開発されることもなかったため、結果的に、かつてブローニングの言っていた意見は正しかったと言える。

## 現在
ウィンチェスター社が製造と販売を終了した後も、M1887/1901はいくつかの銃器メーカーが近代的な薬室を備え、無煙火薬の弾薬を使用できるようにしたものを、カウボーイ・アクション・シューティングのため長年に渡って製造し販売していたが、商業的な成功はあまりなかった。しかし、近年でも3つの銃器メーカーが、改良などして製造を続けていたり、製造の動きを見せている。
- オーストラリアのADI社は、現代の無煙火薬を使う12ゲージ弾薬に対応した薬室を持つ、M1887/1901の開発試験を行った。これは、オーストラリアで新たに施行された、より厳しい銃規制法においてセミオートマチックのライフルと散弾銃、およびポンプアクション式散弾銃が規制されたことを受けてできた、銃器市場の隙間を開拓するのが目的とされている。ADI社によるこの銃の生産は2007年の間に開始されると見込まれていたが、未だに行われていない。
- 中国の武器メーカーである中国北方工業公司は、無煙火薬を使った現代の12ゲージ弾薬が使用できるM1887を、20インチの銃身を持つものを主力として、アメリカの銃器メーカーであるインターステイト・アームズ社に向けて生産しており、そこからアメリカ国内、カナダ、オーストラリアへ輸出されている。オーストラリアでは、法律に違反しない貴重な連発式散弾銃（他にはモスバーグ社のマリーン M55がある）となっているため、猟師や射撃競技の選手たちに非常に人気があるとされている。しかし、アメリカとカナダでの販売は、ポンプアクションとセミオートマチックの散弾銃が大半の地域で手に入ることもあって売り上げはあまり振るわず、顧客はカウボーイ・アクション・シューティングの参加者に集中している。だが、近年では、レバーアクションで作動する珍しい散弾銃として、アメリカとカナダでも人気が出ているという。
- イタリアの会社チアッパ・ファイアアームズ社は、複製したウィンチェスター M1887シリーズを製造している。2008年後半から、オーストラリアやヨーロッパの銃器市場に登場しており、18.5-28インチの銃身長を持つものが販売されている。また、ライフルの銃身に換装したモデルや、ピストルグリップに換装した2種類のモデルも販売している[1]。

## 登場作品

### 映画
『ターミネーター2』
T-800が、バイカーバーの店主から強奪したソードオフ型のM1887を、T-1000に対して使用する。作中では、バイクの運転中はスピンコッキングと呼ばれるテクニックを片手で用いながら、連続射撃を行っている。そのため、レバーは通常よりも大型のものが取り付けられており、トリガーガードが外されている。
劇中で7連射しているシーンがあり、一見すれば矛盾しているように見える。ところが、内蔵マガジンとは別に理論上2発追加装填できるため（レバーを下げた状態にして、中折式散弾銃で言う銃身側に穿たれた薬室部分とレバーアクションの動作で次の弾を装填する際に動作する箇所に追加で1発ずつ装填すれば計7発となる）、その点では矛盾は生じていない。ただし、現実的に見た場合、この状態にすることは、引き金を引いただけで発砲できる状態となり（そのため、劇中の病院の廊下のシーンで1発目を発砲する際、コッキングしていないのはこのためであり、これも矛盾を回避している）、落下の衝撃で暴発する可能性も出てくるため、非常に危険である。また、劇中の病院での一連の発砲シーンはつじつまはあっているが、ショッピングモールのシーンはコッキングしてから発砲している（コッキングで1発分排莢される）ため、物理的には最大6発しか発砲できないため、こちらのほうは矛盾が生じている。
『ハムナプトラ2/黄金のピラミッド』
主人公、リック・オコーネルが、ソードオフ型のM1887を使用する。

### ゲーム
『コール オブ デューティシリーズ』
『CoD:MW2』
「Model 1887」の名称でM1887が登場し、ブラジル民兵が使用する。
『CoD:MW3』
「Model 1887」の名称でM1887が登場し、アフリカ民兵が使用する。
『CoD:BO』
「Model 1887」の名称でM1887が登場し、ヴォルクタ強制収容所から脱走する際に主人公、メイソンがオートバイを運転しながら片手でスピンコッキングを行いながら使用する。
『CoD:AW』
マルチプレイでのみM1887が登場。
『バトルフィールド ハードライン』
「1887」の名称で無料配布のDLC武器として登場。ゲーム内でカスタマイズを行うことにより、『ターミネーター2』を模したスピンコッキングを行うことが可能になる。
『Counter Strike Nexon:Zombies』
「M1887」の名称で登場。フルサイズにもかかわらず、華麗なスピンコックを行える。

### 小説
『緋弾のアリア』
理子が使用。違法のソードオフモデルに、トリガーガードを切った実戦的な改造が施されている。